# Harry Giles III
Harry Lee Giles III, född 22 april 1998 i Winston-Salem i North Carolina, är en amerikansk professionell basketspelare (PF/C) som spelar för Charlotte Hornets i National Basketball Association (NBA). Han har tidigare spelat för Sacramento Kings, Portland Trail Blazers, Brooklyn Nets och Los Angeles Lakers.
Giles draftades av Portland Trail Blazers i första rundan i 2017 års draft som 20:e spelare totalt.
Innan han blev proffs studerade Giles på Duke University och spelade för deras idrottsförening Duke Blue Devils.